# Sportklub Sofia
L'Sportklub Sofia (en búlgar: Спортклуб София) fou un club de futbol búlgar de la ciutat de Sofia.

## Història
El club va néixer amb el nom SC Karavelov el dia 1 de desembre de 1912, en honor de Lyuben Karavelov, escriptor i figura important del despertar nacional búlgar. Entre 1919 i 1920 es fusionà amb l'Slavia Sofia. Després de la separació fou anomenat Sportklub Sofia. L'any 1935 guanyà la lliga nacional. El 5 de novembre de 1944 es fusionà amb Sokol Sofia i Vazrazhdane Sofia formant-se el Septemvri Sofia.

## Palmarès
- Lliga búlgara de futbol (1): 1935